# الجرينة (السبرة)

تعديل مصدري - تعديل

الجرينة محلة تابعة لقرية اللحج، التابعة لعزلة عروان بمديرية السبرة إحدى مديريات محافظة إب في الجمهورية اليمنية.، بلغ تعداد سكانها 33 حسب تعداد اليمن لعام 2004.